# Liste der Olympiasieger im Synchronschwimmen
Die Liste der Olympiasieger im Synchronschwimmen bietet einen Überblick über sämtliche Medaillengewinner in Synchronschwimm-Wettbewerben bei Olympischen Sommerspielen. Synchronschwimmen ist seit den Olympischen Spielen von 1984 im olympischen Programm.

## Aktuelle Wettbewerbe

### Duett
| Olympia | Gold                                                | Silber                                             | Bronze                                           |
| ------- | --------------------------------------------------- | -------------------------------------------------- | ------------------------------------------------ |
| 1984    | Vereinigte Staaten Tracie Ruiz Candy Costie         | Kanada Sharon Hambrook Kelly Kryczka               | Japan Saeko Kimura Miwako Motoyoshi              |
| 1988    | Kanada Michelle Cameron Carolyn Waldo               | Vereinigte Staaten Karen Josephson Sarah Josephson | Japan Mikako Kotani Miyako Tanaka                |
| 1992    | Vereinigte Staaten Karen Josephson Sarah Josephson  | Kanada Penny Vilagos Vicky Vilagos                 | Japan Fumiko Okuno Aki Takayama                  |
| 1996    | nicht im olympischen Programm                       | nicht im olympischen Programm                      | nicht im olympischen Programm                    |
| 2000    | Russland Olga Brusnikina Marija Kisseljowa          | Japan Miya Tachibana Miho Takeda                   | Frankreich Virginie Dedieu Myriam Lignot         |
| 2004    | Russland Anastassija Dawydowa Anastassija Jermakowa | Japan Miya Tachibana Miho Takeda                   | Vereinigte Staaten Alison Bartosik Anna Kozlova  |
| 2008    | Russland Anastassija Dawydowa Anastassija Jermakowa | Spanien Andrea Fuentes Gemma Mengual               | Japan Saho Harada Emiko Suzuki                   |
| 2012    | Russland Natalja Ischtschenko Swetlana Romaschina   | Spanien Ona Carbonell Andrea Fuentes               | China Huang Xuechen Liu Ou                       |
| 2016    | Russland Natalja Ischtschenko Swetlana Romaschina   | China Huang Xuechen Sun Wenyan                     | Japan Yukiko Inui Risako Mitsui                  |
| 2020    | ROC Swetlana Kolesnitschenko Swetlana Romaschina    | China Huang Xuechen Sun Wenyan                     | Ukraine Marta Fjedina Anastassija Sawtschuk      |
| 2024    | China Wang Liuyi Wang Qianyi                        | Großbritannien Kate Shortman Isabelle Thorpe       | Niederlande Bregje de Brouwer Noortje de Brouwer |

### Gruppe
| Olympia | Gold | Silber | Bronze |
| ------- | --- | --- | --- |
| 1996    | Vereinigte Staaten Suzannah Bianco Tammy Cleland Becky Dyroen-Lancer Emily LeSueur Heather Pease Jill Savery Nathalie Schneyder Heather Simmons-Carrasco Jill Sudduth Margot Thien           | Kanada Lisa Alexander Janice Bremner Karen Clark Karen Fonteyne Sylvie Fréchette Valérie Hould-Marchand Christine Larsen Cari Read Erin Woodley | Japan Raika Fujii Rei Jimbo Miho Kawabe Akiko Kawase Riho Nakajima Miya Tachibana Kaori Takahashi Miho Takeda Junko Tanaka                                 |
| 2000    | Russland Jelena Asarowa Olga Brusnikina Marija Kisseljowa Olga Nowokschtschenowa Irina Perschina Jelena Soja Julija Wassiljewa Olga Wassjukowa Jelena Antonowa                               | Japan Ayano Egami Raika Fujii Yōko Isoda Rei Jimbo Miya Tachibana Miho Takeda Yōko Yoneda Yūko Yoneda Juri Tatsumi                              | Kanada Lyne Beaumont Claire Carver-Dias Erin Chan Catherine Garceau Fanny Létourneau Kirstin Normand Jacinthe Taillon Reidun Tatham                        |
| 2004    | Russland Jelena Asarowa Olga Brusnikina Anastassija Dawydowa Marija Gromowa Anastassija Jermakowa Elwira Chassjanowa Marija Kisseljowa Olga Nowokschtschenowa Anna Schorina                  | Japan Michiyo Fujimaru Saho Harada Naoko Kawashima Kanako Kitao Emiko Suzuki Miya Tachibana Miho Takeda Juri Tatsumi Yōko Yoneda                | Vereinigte Staaten Alison Bartosik Tamara Crow Erin Dobratz Rebecca Jasontek Anna Kozlova Sara Lowe Lauren McFall Stephanie Nesbitt Kendra Zanotto         |
| 2008    | Russland Anastassija Dawydowa Anastassija Jermakowa Marija Gromowa Natalja Ischtschenko Elwira Chassjanowa Olga Kuschela Swetlana Romaschina Anna Schorina Jelena Owtschinnikowa             | Spanien Alba María Cabello Raquel Corral Andrea Fuentes Thaïs Henríquez Laura López Gemma Mengual Irina Rodríguez Paola Tirados Gisela Morón    | China Gu Beibei Jiang Tingting Jiang Wenwen Liu Ou Luo Xi Sun Qiuting Wang Na Zhang Xiaohuan Huang Xuechen                                                 |
| 2012    | Russland Elwira Chassjanowa Anastassija Dawydowa Marija Gromowa Natalja Ischtschenko Darja Korobowa Alexandra Pazkewitsch Swetlana Romaschina Alla Schischkina Anschelika Timanina           | China Chang Si Chen Xiaojun Huang Xuechen Jiang Tingting Jiang Wenwen Liu Ou Luo Xi Wu Yiwen Sun Wenyan                                         | Spanien Clara Basiana Alba María Cabello Ona Carbonell Margalida Crespí Andrea Fuentes Thaïs Henríquez Paula Klamburg Irene Montrucchio Laia Pons          |
| 2016    | Russland Wlada Tschigirjowa Natalja Ischtschenko Swetlana Kolesnitschenko Alexandra Pazkewitsch Swetlana Romaschina Alla Schischkina Marija Schurotschkina Gelena Topilina Jelena Prokofjewa | China Gu Xiao Guo Li Li Xiaolu Liang Xinping Sun Wenyan Tang Mengni Yin Chengxin Zeng Zhen Huang Xuechen                                        | Japan Aika Hakoyama Yukiko Inui Kei Marumo Risako Mitsui Kanami Nakamaki Mai Nakamura Kano Omata Kurumi Yoshida Aiko Hayashi                               |
| 2020    | ROC Swetlana Kolesnitschenko Swetlana Romaschina Alexandra Pazkewitsch Alla Schischkina Marija Schurotschkina Polina Komar Marina Goljadkina Wlada Tschigirjowa                              | China Huang Xuechen Sun Wenyan Feng Yu Guo Li Xiao Yanning Wang Qianyi Liang Xinping Yin Chengxin                                               | Ukraine Marta Fjedina Anastassija Sawtschuk Maryna Aleksijiwa Wladyslawa Aleksijiwa Kateryna Resnik Ksenija Sydorenko Alina Schynkarenko Jelysaweta Jachno |
| 2024    | China Chang Hao Feng Yu Wang Ciyue Wang Liuyi Wang Qianyi Xiang Binxuan Xiao Yanning Zhang Yayi                                                                                              | Vereinigte Staaten Anita Alvarez Jaime Czarkowski Megumi Field Keana Hunter Audrey Kwon Jacklyn Luu Daniella Ramirez Ruby Remati                | Spanien Txell Ferré Gaset Marina García Polo Lilou Lluís Valette Meritxell Mas Alisa Ozhogina Paula Ramírez Iris Tió Blanca Toledano                       |

## Nicht mehr ausgetragene Wettbewerbe

### Solo
| Olympia | Gold                                  | Silber               | Bronze           |
| ------- | ------------------------------------- | -------------------- | ---------------- |
| 1984    | Tracie Ruiz                           | Carolyn Waldo        | Miwako Motoyoshi |
| 1988    | Carolyn Waldo                         | Tracie Ruiz-Conforto | Mikako Kotani    |
| 1992    | Kristen Babb-Sprague Sylvie Fréchette | nicht vergeben       | Fumiko Okuno     |

## Nationenwertung
| Platz | Land               | Gold | Silber | Bronze | Gesamt |
| ----- | ------------------ | ---- | ------ | ------ | ------ |
| 01    | Russland           | 10   | –      | –      | 10     |
| 02    | Vereinigte Staaten | 5    | 4      | 2      | 11     |
| 03    | Kanada             | 3    | 4      | 1      | 8      |
| 04    | China              | 2    | 5      | 2      | 9      |
| 05    | ROC                | 2    | –      | –      | 2      |
| 06    | Japan              | –    | 4      | 10     | 14     |
| 07    | Spanien            | –    | 3      | 2      | 5      |
| 08    | Ukraine            | –    | –      | 2      | 2      |
| 09    | Frankreich         | –    | –      | 1      | 1      |
| 09    | Niederlande        | –    | –      | 1      | 1      |